# Deportivo Morón
Club Deportivo Morón – argentyński klub piłkarski z siedzibą w mieście Morón, wchodzącym w skład zespołu miejskiego Buenos Aires.

## Historia
Klub założony został 20 czerwca 1947 pod nazwą Club Sportivo Morón. W 1950 Morón przystąpił do narodowej federacji piłkarskiej Asociación del Fútbol Argentino i zadebiutował w Tercera de Ascenso (piąta liga, dziś Primera D). Dnia 9 lipca 1961 oddany został do użytku stadion klubu Estadio Francisco Urbano, mający pojemność 19000 miejsc. Obecnie Morón występuje w drugiej lidze argentyńskiej Primera B Nacional. Ostatni raz klub występował w pierwszej lidze w roku 1969.

## Osiągnięcia
- Mistrz piątej ligi (Tercera de Ascenso): 1955
- Mistrz czwartej ligi (Primera C) (2): 1959, 1980
- Mistrz trzeciej ligi (Primera B): 1989/1990